# Особая экономическая зона (Россия)
Особые экономические зоны — это территории, которые государство наделяет особым юридическим статусом и экономическими льготами для привлечения российских и зарубежных инвесторов в приоритетные для России отрасли. Создание и деятельность ОЭЗ регулируется Федеральным законом ФЗ-116 от 22 июля 2005 года.
Цель создания особых экономических зон в России — развитие высокотехнологичных отраслей экономики, импортозамещающих производств, туризма и санаторно-курортной сферы, разработка и производство новых видов продукции, расширение транспортно-логистической системы.
Развитием особых экономических зон в России занимается специально созданная управляющая компания — АО «Особые экономические зоны», единственным акционером которого является государство.
На территории ОЭЗ действует особый режим осуществления предпринимательской деятельности:
- Инвесторы получают созданную за счет средств государственного бюджета инфраструктуру для развития бизнеса, что позволяет снизить издержки на создание нового производства
- Благодаря режиму свободной таможенной зоны резиденты получают значительные таможенные льготы
- Предоставляется ряд налоговых преференций
- Система администрирования «одно окно» позволяет упростить взаимодействие с государственными регулирующими органами

На основании основного федерального закона в России существуют особые экономические зоны четырёх типов:
1. Промышленно-производственные зоны или промышленные ОЭЗ.
2. Tехнико-внедренческие зоны или инновационные ОЭЗ.
3. Портовые зоны.
4. Туристско-рекреационные зоны или туристические ОЭЗ.

Кроме того, действуют:
1. с 1991 года СЭЗ «Янтарь», ОЭЗ в Калининградской области, условия функционирования которой на настоящий момент оговорены в отдельном Федеральном законе № 16-ФЗ от 10.01.2006 г. Архивировано 22 мая 2014 года..
2. ОЭЗ в Магаданской области, условия функционирования которой на настоящий момент оговорены в отдельном Федеральном законе № 104-ФЗ от 31.05.1999 г. Архивировано 22 мая 2014 года..

Свободная экономическая зона:
1. СЭЗ в Республике Крым, СЭЗ в Севастополе. Статус СЭЗ начал действовать с 1 января 2015 года (на период в 25 лет с возможным продлением) и предусматривает некоторые особенности налогообложения в Крыму и Севастополе, особенности осуществления госконтроля, въезда, функционирования свободной экономической зоны[2][3][4].

#### Статистика
Всего на 2022 год в России функционируют:
- 45 особых экономических зон:
  - 26 промышленно-производственных экономических зон;
  - 7 технико-внедренческих экономических зон;
  - 2 портовых экономических зоны;
  - 10 туристско-рекреационных экономических зон.

42 страны-инвестора, 967 резидентов; создано более 48 000 рабочих мест.
По информации заместителя премьер-министра РФ Александра Новака, на октябрь 2024 года в России функционируют 53 особые экономические зоны, где задействованы около 1 200 резидентов. Объем заявленных инвестиций составляет 6,2 трлн рублей, вложенных — 1,2 трлн рублей. Создано 83 тысячи рабочих мест.

#### Промышленные ОЭЗ
Обширные территории, расположенные в крупных промышленных регионах страны. Близость к ресурсной базе для производства, доступ к готовой инфраструктуре и основным транспортным артериям — это лишь основные характеристики промышленных (промышленно-производственных) зон, определяющие их преимущества. Размещение производства на территории промышленных зон позволяет повысить конкурентоспособность продукции на российском рынке за счёт снижения издержек.
| ОЭЗ                                   | Регион                                                       | Дата создания         |
| ------------------------------------- | ------------------------------------------------------------ | --------------------- |
| «Алабуга»                             | Елабужский район, Республика Татарстан                       | 21 декабря 2005       |
| «Липецк»                              | Грязинский район, Липецкая область                           | 21 декабря 2005       |
| «Тольятти»                            | Самарская область                                            | 12 августа 2010 года  |
| «Титановая долина»                    | Верхняя Салда, Свердловская область                          | Декабрь 2010 года     |
| «Ступино Квадрат»                     | Ступинский район, Московская область                         | Август 2015 года      |
| «Центр»                               | Новоусманский район, Воронежская область                     | Январь 2019 года      |
| «Кулибин»                             | Дзержинск, Нижегородская область                             | 22 мая 2020 года      |
| «Моглино»                             | Псковский район, Псковская область                           | 19 июля 2012 года     |
| «Калуга»                              | Людиново, Боровский район, Калужская область                 | 12 декабря 2012 года  |
| «Лотос»                               | Наримановский район, Астраханская область                    | 18 ноября 2014 года   |
| «Узловая»                             | Узловский район, Тульская область                            | 14 апреля 2016 года   |
| «Орёл»                                | Мценский район, Орловская область                            | 24 сентября 2019 года |
| «Кашира»                              | Кашира, Московская область                                   | 7 ноября 2019 года    |
| «Грозный»                             | Грозный, Чеченская Республика                                | Декабрь 2019 года     |
| «Алга»                                | Ишимбайский, Стерлитамакский районы, Республика Башкортостан | 27 мая 2020 года      |
| «Доброград-1»                         | Ковровский район, Владимирская область                       | 27 октября 2020 года  |
| «Максимиха»                           | Домодедово, Московская область                               | 27 октября 2020 года  |
| «Авангард»                            | Омск, Омская область                                         | 29 декабря 2020 года  |
| «Красноярская технологическая долина» | Красноярск, Красноярский край                                | 29 декабря 2020 года  |
| «Оренбуржье»                          | Оренбург, Орск, Оренбургская область                         | 27 сентября 2021 года |
| «Новгородская»                        | Новгородский район, Новгородская область                     | 8 июля 2021 года      |
| «Иваново»                             | Иваново и Родниковский район, Ивановская область             | 27 сентября 2021 года |
| «Стабна»                              | Смоленский район, Смоленская область                         | 27 сентября 2021 года |
| «Третий полюс»                        | Железногорск и Железногорский район, Курская область         | 26 февраля 2022 года  |
| «Усть-Луга»                           | Кингисеппский район, Ленинградская область                   | 25 мая 2022 года      |
| «Пермь»                               | Пермь и Пермский район, Пермский край                        | 16 июля 2022 года     |

В числе приоритетных направлений деятельности промышленных зон производство:
- Автомобилей и автокомпонентов;
- Строительных материалов;
- Химической и нефтехимической продукции;
- Бытовой техники и торгового оборудования.

#### Инновационные ОЭЗ
Расположение инновационных (технико-внедренческих) ОЭЗ в крупнейших научно-образовательных центрах, имеющих богатые научные традиции и признанные исследовательские школы, открывает большие возможности для развития инновационного бизнеса, производства наукоемкой продукции и вывода её на российские и международные рынки.
Пакет таможенных льгот и налоговых преференций, доступ к профессиональным кадровым ресурсам наряду с растущим спросом на новые технологии и модернизацию различных отраслей российской экономики делает инновационные ОЭЗ привлекательными для венчурных фондов, а также разработчиков и производителей высокотехнологичной продукции.
Семь инновационных зон располагается на территории Татарстана («Иннополис»), Томска, Санкт-Петербурга, Москвы (Зеленограда), Дубны и Фрязино (Московская область) и Саратовской области. По состоянию на 21 марта 2022 года резидентами ОЭЗ технико-внедренческого типа являлись 514 компаний.
| ОЭЗ                       | Регион                                                 | Дата создания        |
| ------------------------- | ------------------------------------------------------ | -------------------- |
| «Дубна»                   | Дубна, Московская область                              | 21 декабря 2005 года |
| «Санкт-Петербург»         | Санкт-Петербург                                        | 21 декабря 2005 года |
| «Томск»                   | Томск, Томская область                                 | 21 декабря 2005 года |
| «Технополис „Москва“»     | Москва                                                 | 21 декабря 2005 года |
| «Исток»                   | Фрязино, Московская область                            | 31 декабря 2015 года |
| «Иннополис»               | Иннополис, Верхнеуслонский район, Республика Татарстан | 1 ноября 2012 года   |
| ОЭЗ в Саратовской области | Саратовская область                                    | 27 мая 2020 года     |

Приоритетными направлениями развития инновационных зон являются:
- Нано- и биотехнологии;
- Медицинские технологии;
- Электроника и средства связи;
- Информационные технологии;
- Точное и аналитическое приборостроение;
- Ядерная физика;
- СВЧ-технологии.

#### Туристические ОЭЗ
Располагаясь в самых живописных и востребованных туристами регионах России, туристические (туристско-рекреационные) ОЭЗ предлагают благоприятные условия для организации туристического, спортивного, рекреационного и других видов бизнеса.
Семь туристических зон располагаются на территории Иркутской области, Алтайского края, Республики Алтай, Республики Бурятия, Калининградской области, Ставропольского края, Приморского края. Ещё шесть вновь созданных ОЭЗ располагаются в северо-кавказском федеральном округе.
В феврале 2019 Минэкономики предложило создать виртуальную особую экономическую зону (ВОЭЗ) для туристического рынка. ВОЭЗ предлагается создать до конца текущего года в рамках реализации «Стратегии развития экспорта услуг в период до 2025 года». В набор особых правил и преференций для зоны может войти упрощение оформления виз для организованных путешественников. Не исключается и прямое субсидирование туроператоров — предположительно, около 5 тысяч рублей за каждого привлеченного в Россию иностранного туриста.
| ОЭЗ                  | Регион                                                | Дата создания        | Примечание |
| -------------------- | ----------------------------------------------------- | -------------------- | --- |
| «Байкальская гавань» | Прибайкальский район, Республика Бурятия              | 3 февраля 2007 года  | |
| «Бирюзовая Катунь»   | Алтайский край                                        | 3 февраля 2007 года  | Площадь 3326 га. Стала местом проведения весеннего фестиваля "Цветение маральника и августовского музыкального фестиваля «Because of the Beatles». Среди известных достопримечательностей — «Большая Тавдинская пещера», «Долина гротов», археологический парк «Перекресток миров», художественная Галерея «Простор», скульптурные композиции и арт-объекты.                                                                                                |
| «Завидово»           | Конаковский район, Тверская область                   | 20 апреля 2015 года  | На берегу Иваньковского водохранилища построен отель на 239 номеров, яхт-клуб, спортивно-развлекательный комплекс и гольф-клуб. В процессе строительства находится аэропарк — вертолетная площадка, аэродром для малой авиации и ангары для самолётов. |
| «Ворота Байкала»     | Слюдянский район, Иркутская область                   | 3 февраля 2007 года  | Особая экономическая зона (ОЭЗ) туристско-рекреационного типа «Ворота Байкала» создана в Иркутской области на южном берегу озера Байкал. Общая площадь зоны составляет 763 га. |
| «Архыз»              | Зеленчукский район, Карачаево-Черкесская Республика   | 14 октября 2010 года | С момента ввода в эксплуатацию в декабре 2013 года курорт посетили свыше миллиона гостей. Туристический поток в 2019 году составил более 370 тысяч человек. |
| «Ведучи»             | Итум-Калинский район, Чеченская Республика            | 3 октября 2013 года  | Расположен в долине реки Харачой-Ахк в 1,5-2 часах езды от аэропорта «Грозный». Первые объекты запущены в эксплуатацию 26 января 2018 года, в горнолыжном сезоне 2019/2020 гг на курорте открылась самая длинная в мире зона для всесезонного катания. |
| «Эльбрус»            | Эльбрусский район, Кабардино-Балкарская Республика    | 14 октября 2010 года | Инфраструктура насчитывает 15,4 км обустроенных горнолыжных трасс, 7 подъемников, около 800 мест размещения различного уровня комфортности. Туристический поток на курорт в 2019 году составил более 424 тысяч человек. В 2017 и 2018 годах курорт признавался победителем в номинации «Лучший горнолыжный курорт России» премии «Лидеры спортивной индустрии» в рамках Международного конгресса индустрии зимних видов спорта, туризма и активного отдыха. |
| «Матлас»             | Хунзахский район, Республика Дагестан                 | 14 октября 2010 года | Располагается на высокогорном Хунзахском плато на высоте 1 800 метров над уровнем моря, в 140 километрах от Махачкалы. |
| «Армхи и Цори»       | Джейрахский и Сунженский районы, Республика Ингушетия | 29 декабря 2011 года | |
| «Мамисон»            | Владикавказ, Северная Осетия                          |                      | Предполагаемый объём инфраструктуры: 35 горнолыжных трасс общей протяженностью 50 километров с перепадом высот в 1132 метра (нижняя точка находится на высоте 2040 метров над уровнем моря, верхняя — 3172). |

#### Портовые ОЭЗ
Портовые зоны находятся в непосредственной близости от основных глобальных транзитных коридоров. Их положение позволяет получить доступ к быстрорастущему рынку крайне востребованных портово-логистических услуг как на Дальнем Востоке, так и в центральной части России. Создается сроком на 49 лет.
По состоянию на июль 2022 года действуют две ПОЭЗ: Ульяновск и Оля
Отличительной особенностью особой экономической зоны на базе аэропорта «Ульяновск-Восточный» (Ульяновск-Восточный (особая экономическая зона)) является её близость к предприятиям ульяновского авиационного кластера. Это создаёт предпосылки для развития проектов, связанных с техническим обслуживанием и переоборудованием воздушных судов.
В 2020 году в Лиманском районе Астраханской области была создана ещё одна портовая ОЭЗ для развития потенциала порта Оля.
Ранее также существовали портовые ОЭЗ в Советско-Гаванском районе Хабаровского края, а также в Мурманске и Кольском районе Мурманской области.
Основное направление развития портово-логистической зоны в Хабаровском крае — формирование современного многопрофильного портового, судоремонтного центра, который опирается на удобное географическое положение и уже существующую инфраструктурную базу.
2 октября 2010 года Премьер-Министр России Владимир Путин подписал постановление № 800 Правительства РФ о создании ПОЭЗ «Мурманск». 26 октября постановление вступило в силу. На территории ОЭЗ «Мурманск» предполагались строительство контейнерного терминала, модернизация действующих и возведение новых портовых мощностей по приему, перевалке и погрузке насыпных и наливных грузов, а также сборка буровых установок, что имеет большое значение для успешного освоения шельфовых месторождений нефти и газа. Инвесторы портовой ОЭЗ «Мурманск» могли получить налоговые и таможенные льготы, а также подключения к инфраструктурным объектам. Инвесторам гарантировалась неизменность налоговых льгот в течение всего срока существования особой экономической зоны.
ПОЭЗ в Хабаровском крае и Мурманской области прекратили своё существование в 2016 году.

#### Условия создания
В ФЗ «Об особых экономических зонах в Российской Федерации» от 22 июля 2005 г. Архивировано 16 января 2014 года. оговорено несколько условий создания ОЭЗ на территории России:
- На территории государства могут создаваться только четыре типа ОЭЗ:
  - Инновационные (Технико-внедренческие) (площадью не более 4 км²);
  - Промышленно-производственные (с 2012 года площадью не более 40 км²);
  - Туристско-рекреационные;
  - Портовые.
- Не допускается создание особой экономической зоны на территории муниципального образования, на которой создана зона территориального развития.
- На территории ОЭЗ не допускается:
  - Добыча и переработка полезных ископаемых;
  - Производство и переработка подакцизных товаров, за исключением легковых автомобилей и мотоциклов;
- ОЭЗ, кроме ОЭЗ туристско-рекреационного типа, могут создаваться только на земельных участках, находящихся в государственной собственности;
- Решение о создании ОЭЗ принимается Правительством РФ.

#### Влияние
Значительной роли в обеспечении занятости населения особые экономические зоны в России не играют. В 2017 году оказалось, что за 11 лет существования особых экономических зон в них было создано только 21,1 тыс. рабочих мест.
В 2016 году оказалось, что особые экономические зоны малоэффективны. Начальник контрольно-счетного управления К. А. Чуйченко сообщил, что с 2006 года по январь 2016 года на создание 33 особых экономических зон направлено 122 млрд рублей из федерального бюджета, а поступления из зон в виде таможенных и налоговых платежей составили 40 млрд рублей. В них были созданы 18 тыс. рабочих мест (вместо 25 тыс. запланированных). На 1 января 2016 года по данным Счетной палаты ОЭЗ не успели освоить 84,4 тыс. га из 214 тыс. га отведенных им земель. Впрочем, невысокая эффективность ОЭЗ возможно носит временный характер и связана с невыполнением региональными властями своих обязательств по их финансированию. Регионы недофинансировали ОЭЗ на сумму в 45,7 млрд рублей.
Счетная палата Российской Федерации в апреле 2017 года признала относительно эффективной деятельность только тех особых экономических зон, которые расположены в Татарстане («Алабуга»), Липецкой, Самарской областях и в Санкт-Петербурге. Деятельность остальных особых экономических зон была признана Счетной палатой либо неэффективной, либо вовсе не ведущейся.